# Chigasaki, Kanagawa
Chigasaki (茅ヶ崎市 Chigasaki-shi) là thành phố thuộc tỉnh Kanagawa, Nhật Bản. Tính đến ngày 1 tháng 10 năm 2020. dân số ước tính thành phố là 242.389 người và mật độ dân số là 6.800 người/km2. Tổng diện tích thành phố là 35,70 km2.

## Địa lý

### Đô thị lân cận
- Kanagawa
  - Fujisawa
  - Hiratsuka
  - Samukawa

## Giao thông

### Đường sắt
JR East - Tuyến Tōkaidō chính
- Chigasaki

 JR East - Tuyến Sagami
- Kita-Chigasaki - Kagawa